# Trechalea extensa
La araña rivereña (Trechalea extensa) es un arácnido perteneciente a la familia Trechaleidae, del orden Araneae. Esta especie fue descrita por O. Pickard-Cambridge en 1896. Aunque el origen del nombre específico “extensa” no es mencionado literalmente, es probable que provenga del latín extendo, que significa extender y haga referencia a la posición común en la que se suele encontrar a estos arácnidos, con las patas extendidas.

## Descripción
La araña rivereña recibe su nombre común debido a los hábitos que estos organismos presentan, al posarse en rocas de las orillas de ríos. La coloración es como sigue: el carapacho es de color amarillo-marrón, con presencia de sedas cortas y finas y con franjas convergentes más oscuras o rayas anchas; justo detrás del área ocular hay dos marcas longitudinales cónicas en forma de diente color marrón oscuro; el área ocular es de color negro-marrón. Las patas son del mismo color que el prosoma, sin (o con apenas) un rastro de color oscuro en las uniones, se hallan armadas con numerosas espinas largas y fuertes. El opistosoma es ovalado, ligeramente truncado en la parte posterior, moderadamente convexo en la parte dorsal, la coloración es marrón, con una marca amarillenta opaca a lo largo de la parte anterior dorsal; se halla cubierto de sedas finas, largas y prominentes, la parte ventral es de un color más pálido que la parte dorsal.

## Distribución y hábitat
Esta especie se distribuye desde México hasta Panamá.
Es de ambiente terrestre y es común encontrar a estas arañas en rocas cercanas al agua, en las orillas de los ríos.

## Estado de conservación
No se encuentra dentro de ninguna categoría de riesgo en las normas nacionales o internacionales.